# Susan Foreman
Pour les articles homonymes, voir Foreman.
Susan Foreman est un personnage de fiction dans la série Doctor Who. C'est la petite-fille du Docteur, elle voyage avec lui dans son TARDIS dans les débuts de la première série, vivant des aventures avec lui avant le premier épisode. C'est le premier compagnon connu du Docteur. Elle est jouée par Carole Ann Ford. Susan apparaît dans dix arc, soit 51 épisodes, de 1963 à 1964 durant les 2 premières saisons de la première série.
Le personnage de Susan reviens dans le spécial 20e anniversaire The Five Doctors en 1983 aux côtés du Premier Docteur, interprété par Richard Hurndall à l'époque. Elle fait une 2e apparition surprise au cours du spécial 30e anniversaire (non-canon) Dimensions in Time en 1993.
Ce n'est que dans la Saison 2 de 2025 que Susan fait un retour inattendu dans l'épisode Le Concours Interstellaire de la Chanson, dans l'esprit du Quinzième Docteur. Elle avait été souvent mentionnée par ce dernier au cours la Saison 1 de 2024.

## Présentation
Dans le premier épisode Susan est une adolescente de 15 ans, très vive et qui étonne ses deux professeurs Ian Chesterton et Barbara Wright par ses connaissances et son incongruité. Elle et le Docteur sont depuis 5 mois dans l'Angleterre de 1963 car elle souhaitait y rester pour y étudier la Terre. Elle dit dans le pilote se plaire dans cette époque et qu'il s'agit pour elle des meilleurs moments de sa vie.
Durant les épisodes où elle apparaît, elle reste assez mystérieuse sur ses origines. Dans An Unearthly Child le Docteur dit que Susan et lui sont en exil de leur propre peuple. Dans The Sensorites elle fait preuve de facultés de télépathie et dit ne pas être humaine. Elle y décrit sa planète comme un endroit où le ciel est orange brûlé le soir, et où les arbres produisent des feuilles argentées ; une description que l'on retrouve dans les épisodes Que tapent les tambours et L'Embouteillage sans fin pour décrire la planète Gallifrey.
Elle est initialement présente dans la première série de la saison 1 jusqu'au deuxième épisode de la saison 2.

### Départ de la série
Elle quitte le Docteur dans l'épisode The Dalek Invasion of Earth, elle se retrouve dans un Londres dévasté par les Daleks et tombe amoureuse d'un résistant nommé David Campbell. Elle reste donc sur Terre en 2164 et aide à reconstruire le monde.
Le personnage réapparaît brièvement dans les épisodes anniversaires The Five Doctors et Dimensions in Time. Elle ne fait jamais mention de sa vie sur Terre. Seules quelques fictions audios, ainsi que des romans dérivés parus en anglais traitent de ce sujet. Il apparaîtrait que Susan soit restée avec David et aurait eu trois enfants.
À l'époque les origines du Docteur étaient incertaines, les scénaristes savaient juste qu'il ne venait pas de la Terre du XXe siècle et qu'il fuyait quelque chose (le pilote non-diffusé de la série expliquait qu'ils venaient du XLIXe siècle). Toute la mythologie autour des origines du Docteur, des Seigneurs du Temps, et de la planète Gallifrey fut écrite bien des années après le départ de Susan de la série. Le personnage n'est d'ailleurs que rarement mentionné. La nouvelle série en fait autant et c'est à peine si le Docteur dit au détour de l'épisode Londres 2012 qu'il a déjà été père autrefois et dans Les Anneaux d'Akhaten, le Docteur dit à Clara qu'il était déjà venu à Akhaten avec sa petite-fille. Dans Le Pilote on peut apercevoir une photo de Susan sur le bureau du Docteur.

### Retour
Jamais réapparue hors flashback dans la seconde série de Doctor Who, Susan est mentionnée à plusieurs reprises au cours de la saison 1 de la troisième série. Dans L'Accord du Diable, le Docteur mentionne ainsi "sa petite-fille Susan", disant ne pas savoir si elle est encore en vie. Dans La Légende de Ruby Sunday, le Docteur pense à tort voir en Susan Triad un lien avec sa petite-fille avant de découvrir qu'il s'agit de son ancien ennemi, Sutekh. Le Docteur reconnait à la fin de l'épisode L'Empire de Mort que « abandonner Susan était une erreur ».
Susan réapparait finalement dans la saison 2 de 2025 sous forme de projections mentales dans l'esprit du Docteur dans l'épisode Le Concours interstellaire de la Chanson. Elle apparaît également dans une télévision dans l'épisode suivante Le Monde du souhait.

## Caractérisation du personnage
À l'origine, Susan avait été introduite dans la série car il fallait que les adolescents eussent un personnage auquel s'identifier. Estimant qu'une adolescente qui voyage avec des adultes peut être considéré comme tendancieux, le scénariste Anthony Coburn décide alors de faire d'elle la petite-fille du Docteur. Depuis, de nombreux fans ont voulu démonter cette théorie en soutenant que Susan était peut-être la petite-fille adoptive du Docteur.
Le personnage en lui-même n'a pas vraiment d'autre caractérisation que celui d'être une adolescente. Même si Susan est pleine de vie, elle n'en demeure pas moins un personnage très naïf, qui se met en danger dans de nombreuses situations, hurle à la mort, ou s'effondre en larmes. Seul l'épisode « The Sensorites » la montre courageuse et réussit à exploiter son côté « extra-terrestre » (épisode où elle décrit par ailleurs Gallifrey, pour la toute première fois dans la série).
La disparition du personnage est surtout due à son actrice Carole Ann Ford, qui n'avait pas vraiment aimé l'absence d'évolution de son personnage dans la série. Elle voulait avoir plus de décisions sur son personnage et son agent de l'époque a fait pression pour annuler son contrat afin qu'elle quitte la série. Ce sont la productrice Verity Lambert et le chef des scénarios David Whitaker qui ont décidé d'offrir une porte de sortie au personnage et de la remplacer dans l'épisode suivant par un autre compagnon.
Dans le film de 1965, Dr. Who et les Daleks, Susan est une petite fille d'à peine 10 ans suffisamment surdouée pour savoir comment le TARDIS fonctionne. Le Docteur du film, étant un terrien ayant construit le TARDIS dans son jardin, Susan est terrienne elle-aussi.

## Extra
En 1994, la BBC Radio 4 fit une émission comique Whatever Happened to? fondée sur les livres de l'écrivain Adrian Mourby, dans lesquels ils se penchaient sur le destin d'un héros de fiction allant de Pinocchio au Grand Méchant Loup. Une des émissions inventait un destin comique à Susan Foreman et est inclus dans les éditions DVD de The Dalek Invasion of Earth.
Son personnage apparaît très brièvement en flashback au début du dernier épisode de la saison 7 Le Nom du Docteur. On aperçoit Susan embarquer dans un TARDIS en compagnie du premier Docteur (William Hartnell), lorsque celui-ci vole le TARDIS sur Gallifrey.
On peut voir une photographie d'elle dans le bureau du Docteur dans le premier épisode de la saison 10 Le Pilote.